# チャレンジド (テレビドラマ)
『チャレンジド』は、NHKで2009年10月10日から11月7日まで毎週土曜日の「土曜ドラマ」枠で放送されていた全5回の日本のテレビドラマ。2011年には同枠で続編『チャレンジド〜卒業〜』が放送された。これについても本記事で記述する。

## 放送時間

### 通常放送
※ここでの時刻表記は、日本時間とする。
- 総合テレビ 21:00 - 21:53（本放送）
- BSハイビジョン 18:00 - 18:53（先行放送）

視覚障害者を題材にした作品であるので、後述の「チャレンジド～卒業～」も含め、解説放送がアナログ・デジタル（デジタルはステレオ2）ともある。

### 総集編
2010年3月23日から3月25日に放送された、全3回。通常放送同様に解説放送あり。
- 総合テレビ 20:00 - 20:43

## あらすじ
塙啓一郎（佐々木蔵之介）は都内で中学教師をしていたが、難病のために失明し、教師の職を失うことになる。再び教壇に立つべく必死のリハビリを繰り返す啓一郎は、妻の幸江（富田靖子）の恩師である花村聡吉（西郷輝彦）が校長を務める静岡県の都丸（とまる）中学に採用されることとなる。しかし、周囲の教師たちは啓一郎に対して非協力的な態度を示し…。
全盲の教師と彼を取り巻く生徒・教諭たちとの交流を描く。「チャレンジド」 (challenged) は英語で障がい者のことを表す語である。

## 出演者

### 主人公とその家族
- 塙啓一郎：佐々木蔵之介[1]

中学校教師。病のため全盲となるが、再び教師としてのスタートを切る。
- ポンタ

盲導犬。啓一郎の「目」であり良きパートナーである。
- 塙幸江：富田靖子

啓一郎の妻。大学時代、マラソン大会で懸命に走る啓一郎に惹かれ、アタック。卒業後すぐ結婚した。明るい性格で、いつも啓一郎を励ます。仕事の辛さで啓一郎に当たられてしまう事もあるがそれでも彼の事を理解し受け止める包容力の持ち主。
- 塙大介：佐藤瑠生亮

啓一郎と幸江の息子。帰宅したポンタの足を拭くのは彼の仕事。

### 都丸中学校の教師たち
- 新谷京子：村川絵梨

2年3組の副担任を務める国語教師。当初は啓一郎に反発していたが、啓一郎の熱血教師ぶりをみて良き理解者となる。
- 落合拡：田中実[2]

2年1組担任で学年主任を務める数学教師。生活指導も担当し、四角四面な性格からあだ名は「直角」。
- 山崎ロビンソン武：川平慈英

2年2組担任の英語教師。
- 板橋律子：くわばたりえ

2年4組担任の体育教師。本編のあと阿掛と結婚し、「卒業」では冒頭に臨月の姿で登場する。
- 阿掛登志彦：南周平

養護教諭。結婚してからは妻の律子に「ダーリン」と呼ばれデレデレ。
- 町田典子：朝加真由美

教頭。教師が教師の規則から逸脱することを一番に嫌う。とはいえ、情に篤い一面も持っている。
- 花村聡吉：西郷輝彦

校長。幸江の元担任。有言実行がモットー（幸江の発言より）。気分が乗ると十八番の歌を歌いだす。

### 2年3組の生徒たち
『卒業』では進級して3年3組となる。
- 月本麗：夏未エレナ

学級委員で、容姿端麗な優等生。先生に対しても丁寧な言葉遣いで話す。しかし、実は見えないところでクラスメイトの真鈴をいじめていた。もともと真鈴とは幼稚園の時からの友人で一緒の高校に行こうと約束していたが、徐々に真鈴の勉強が自分に追いつかなくなってきたことに苛立ち、彼女をいじめるようになった。後に真鈴が修学旅行先で自殺を図った事件によって真鈴をいじめていたことをクラスメイトたちに知られた上、啓一郎がこの事件により責任を問われて辞職の危機に立たされたことがクラスに知らされたのがきっかけとなって他のクラスメイトから「先生が辞めさせられる原因を作った」と敵視され、翌日クラスメイトからの嫌がらせを受けて学校に来なくなってしまう。
将来は通訳の職種に従事するという夢があるため、日本での高校進学はせずに中3の1学期に渡米する。
- 奥寺比夜：小池里奈

パニック症候群に苦しんでいたが、啓一郎らの努力により克服することができた。高校受験の試験場でも再び発作を起こしてしまうが、啓一郎と3年3組の仲間たちの励ましにより、二次試験を受けることができた。
- 友坂真鈴：藤本七海（幼少期小林星蘭）
- 鵜飼秀彦：竹内寿

#### その他の生徒
- 会田省吾 - 柿澤司
- 江藤元気 - 秋元龍太朗
- 日下部一哉 - 岩岡誠也
- 近藤恭一 - 小杉茂一郎
- 篠塚瑛太 - 志村勇樹
- 鈴木卓 - 板倉輝
- 田口太陽 - 牧野成譲
- 名波豊 - 大石悠馬
- 野崎景 - 松島広太郎
- 真鍋流星 - 玉野力
- 村瀬響 - 糟谷健二
- 谷田部好 - 長村航希
- 吉田勇努 - 桝井賢斗
- 鷲尾久志 - 松林啓太
- 相川恵里 - 渡邉華珠
- 飯村華子 - 神崎れな
- 角田みず帆 - 村崎真彩
- 紺野未来 - 木下綾菜
- 斎木由岐奈 - 鈴木米香
- 祖父江美湖 - 小川千菜美
- 畑山優月 - 長谷川愛美
- 北条麻紀 - 千葉なおみ
- 本村梨乃 - 重富麗奈
- 雪野真昼 - 久野みずき
- 吉川美琴 - 西園みすず
- 和久田千寿 - 谷内里早

### その他の人物
- 鵜飼の父：国広富之
- 鵜飼の母：七瀬なつみ
- 比夜の母：舟木幸
- 筧丈治：夏八木勲

「盲目のジョー」の異名を持つ元教師。究極の「心の目」を持っている。作中内では至る所で啓一郎に助言を施す。

### 解説放送ナレーター
- 松田佑貴

## スタッフ
- 作：渡邉睦月
- 音楽：小西香葉、近藤由紀夫
- 制作総括：千葉行利、一柳邦久、高橋練
- 演出：国本雅広、大久保智己（第3話）
- 制作：NHKエンタープライズ
- 制作・著作：NHK、ケイファクトリー

## 主題歌
- CHEMISTRY Once Again

## サブタイトル
| 各話                                     | 放送日         | サブタイトル     | 視聴率 |
| ---------------------------------------- | -------------- | ---------------- | ------ |
| 第1回                                    | 2009年10月10日 | 熱血教師、再び   | 5.3%   |
| 第2回                                    | 2009年10月17日 | パートナー       | 5.3%   |
| 第3回                                    | 2009年10月24日 | 14歳のメロス     | 5.9%   |
| 第4回                                    | 2009年10月31日 | 悲鳴が聞こえない | 6.7%   |
| 最終回                                   | 2009年11月7日  | さよなら、先生   | 7.5%   |
| 平均視聴率 6.14%（ビデオリサーチ社調べ） |                |                  |        |

## チャレンジド〜卒業〜
『チャレンジド〜卒業〜』は、2011年に放送された続編で、「土曜ドラマ」の期間限定復活第2作である。前編・後編の全2話が、BSハイビジョンにて3月25日に一挙放送された。本来これは、翌日からの総合テレビでの本放送に先立つ先行放送の位置づけであった。
総合テレビでの放送は、前編が2011年3月26日、後編が4月2日に予定されていたが、3月11日の東北地方太平洋沖地震（東日本大震災）及び東京電力・福島第一原子力発電所での事故発生に伴う非常報道体制のため、新年度の新番組を原則1カ月程度遅らせる措置をとったことから、本番組も延期となり（両日に『TAROの塔』の後半2話が放送された）、前編が5月14日、後編が5月21日に放送された。
また、落合拡役の田中実が本放送前の4月25日に死去した。

### キャスト
- 江藤の父：井之上隆志
- 江藤の母：宮田早苗

3年3組
- 会田省吾 - 柿澤司
- 鵜飼秀彦 - 竹内寿
- 江藤元気 - 秋元龍太朗
- 日下部一哉 - 岩岡誠也
- 近藤恭一 - 小杉茂一郎
- 篠塚瑛太 - 志村勇樹
- 鈴木卓 - 坂倉輝
- 名波豊 - 大石悠馬
- 野崎景 - 松島広太郎
- 真鍋流星 - 玉野力
- 村瀬響 - 糟谷健二
- 谷田部好 - 鈴木達也
- 吉田勇努 - 桝井賢斗
- 鷲尾久志 - 中元タカ

### サブタイトル・放送日
- BSハイビジョン：2011年3月25日
  - 前編「熱血教師の挑戦!」 18:00 - 18:55
  - 後編「さよなら熱血教師」 18:55 - 19:50

- 総合テレビ：放送時間は両日ともに21:00-21:55

| 各話                                    | 放送日        | サブタイトル     | 視聴率 |
| --------------------------------------- | ------------- | ---------------- | ------ |
| 前編                                    | 2011年5月14日 | 熱血教師の挑戦!  | 4.8%   |
| 後編                                    | 2011年5月21日 | さよなら熱血教師 | 6.0%   |
| 平均視聴率 5.4%（ビデオリサーチ社調べ） |               |                  |        |